# WinDirStat
WinDirStat, abréviation de Windows Directory Statistics,,, est un logiciel gratuit et open source destiné à analyser l'utilisation de l'espace disque des PC sous Windows par une représentation graphique sous forme de treemap,, une carte proportionnelle.

## Historique
Inspiré du logiciel SequoiaView développé par l'université d'Eindhoven aux Pays-Bas et de l'outil Linux KDirStat de Stefan Hundhammer, WinDirStat a été développé par Bernhard Seifert et Oliver Schneider,.
WinDirStat a reçu du site spécialisé Gizmo's Freeware une note de 4 sur 5 lors d'une revue de 8 logiciels gratuits d'analyse de l'espace disque, intitulée Best Free Disk Space Analyzer.

## Système d'exploitation et langues
WinDirStat est disponible uniquement pour Windows,, à partir de Windows 95.
Il peut être installé en plusieurs langues dont l'anglais, le français, l'allemand, l'espagnol, l'italien, le néerlandais, le tchèque, le finnois, le hongrois, le polonais, le russe et l'estonien.

## Fonctionnalité principale
La fonctionnalité principale de WinDirStat consiste à représenter graphiquement l'occupation de l'espace disque sur le PC.
Le logiciel scanne l'arborescence sélectionnée par l'utilisateur et présente les résultats sous forme de trois fenêtres,, : 
- un explorateur de fichier en haut à gauche ;
- un classement des types de fichiers en haut à droite, avec un pourcentage d'espace disque par type de fichier ;
- une mosaïque de carrés de couleurs[1],[11],[4] en bas, appelée treemap[5],[9], qui représente chaque fichier par un rectangle dont la superficie est proportionnelle à la taille du fichier[7],[3],[6].

Le scan en cours des fichiers est représenté par des petits Pac-Man qui font des allers-retours sur la ligne. 
Les rectangles de couleurs sont regroupés par dossiers et leur couleur correspond aux types de fichiers présentés dans la fenêtre donnant le classement des types de fichiers (en haut à droite).
Il permet de rapidement localiser les fichiers qui consomment le plus d'espace-disque : quand l'utilisateur clique sur une tuile colorée, le logiciel identifie le fichier et sa localisation dans la vue explorateur, et inversément,,,.

## Autres fonctionnalités
WinDirStat permet également de supprimer des fichiers directement depuis le graphique, soit en les envoyant dans la corbeille, soit en les détruisant définitivement.